# Verwaltungsakademie Bordesholm
Die Verwaltungsakademie Bordesholm (VAB) ist eine rechtsfähige Anstalt des öffentlichen Rechts mit Sitz in Bordesholm (Schleswig-Holstein).

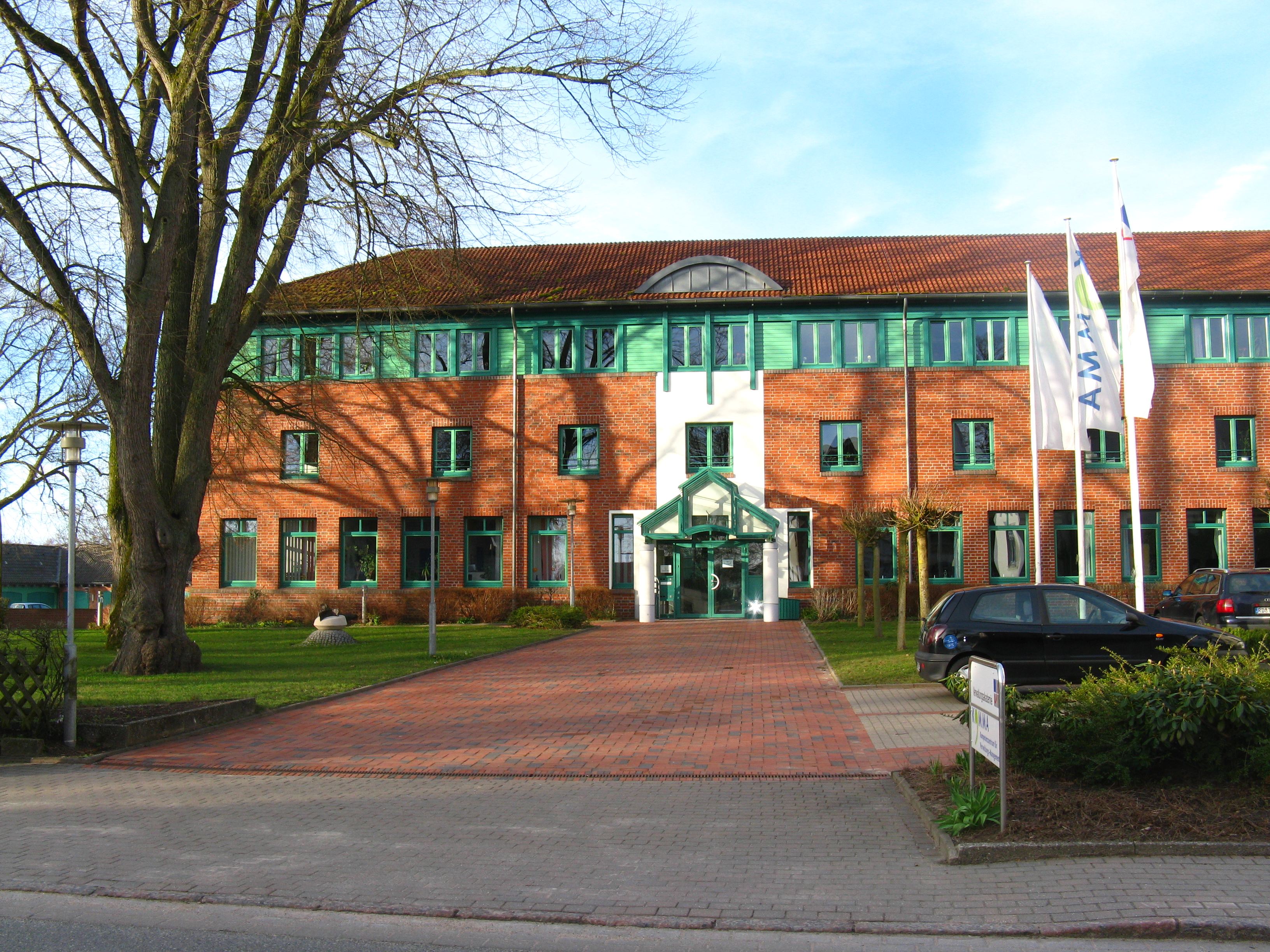
Vorderansicht der Verwaltungsakademie Bordesholm (2010)

## Geschichte
Die jetzige Verwaltungsakademie Bordesholm ist aus zwei Einrichtungen zusammengefasst worden, die im Laufe der Zeit mehrfach ihre Namen wechselten.

### Verwaltungsbeamtenschule Kiel
Der schleswig-holsteinische Städteverein gründete am 1. Oktober 1913 die Verwaltungsbeamtenschule in Kiel. Sie hatte damals ihren Sitz im Fleethörn 25 im heutigen Gesundheitsamt. Anfangs war die Lehrgangs- und Unterkunftsfinanzierung Sache der Teilnehmer. Zur Kostenreduzierung wurde auch eine Zweigstelle in Altona eingerichtet, welche jedoch mit dem Wechsel von Altona von Schleswig-Holstein nach Hamburg im Jahr 1937 aufgegeben wurde. Ein Unterrichtsbetrieb nach einem Bombenangriff im Juli 1943 dort nicht mehr möglich und so war man gezwungen, regelmäßig die Gebäude zu wechseln. Im Oktober 1963 konnte dann das "Haus der kommunalen Selbstverwaltung" in der Reventlouallee 6 bezogen werden. Erst mit Fertigstellung des Neubaus 1993 in Bordesholm erfolgte der endgültige Umzug.

### Schleswig-Holsteinisches Verwaltungsseminar
Der schleswig-holsteinische Landkreistag gründete im Jahr 1946 in Bordesholm im alten Haidkrug, dem ältesten Gebäude des Ortes, das "Schleswig-Holsteinische Verwaltungsseminar". Fast von Anfang an bis zur Eröffnung einer eigenen Sparkassenschule in Kiel-Mettenhof 1985 wurden auch Auszubildende der Sparkassen hier unterrichtet.
1969/70 wurde der alte Haidkrug wegen Schädlingsbefall abgerissen. An seine Stelle trat ein Plattenbau, der heute als Wohntrakt genutzt wird.
Bereits ab 1949 wurde daran gearbeitet, die Kieler und die Bordesholmer Schule in einer Institution in einem Gebäude zusammenzufassen – die Zusammenlegung erfolgte 1993. Wegen Raummangels wurde 1989 mit einem Neu- und Ausbau mit Mensa, Wohntrakt und Unterrichtstrakt begonnen. Der Plattenbau wurde in die neuen Anbauten integriert (Siehe Bild rechts, vorne Neubau, hinten Altbau). Die Fertigstellung erfolgte im Jahr 1993, nun konnte die Kieler Schule einziehen Mittlerweile umfasst die Akademie 400 Seminar- und Internatsplätze.
Als Erinnerung an die Anfänge im alten Haidkrug wurde die akademieeigene Schankwirtschaft im Keller des Altbaus "Alter Haidkrug" genannt. Im Jahr 2003 erfolgte die Umbenennung in "Verwaltungsakademie Bordesholm". Eigentümer der Verwaltungsakademie Bordesholm ist der "Verein zur Unterhaltung der Schleswig-Holsteinischen Gemeindeverwaltungsschule e.V.", in dem alle Kreise, Städte, Ämter und Gemeinden Mitglied sind.

## Aufgaben
Die VAB besteht als Internat und hat zur Aufgabe, die Aus- und Fortbildung im öffentlichen Dienst des Landes Schleswig-Holsteins sowie der evangelischen Kirchenverwaltung zu übernehmen und die notwendigen Kenntnisse und Fertigkeiten zur Berufsausübung zu vermitteln. Die Beschulung erfolgt durch hauptamtliche Lehrkräfte der Verwaltungsakademie sowie durch nebenamtliche Dozenten, die meist hauptberuflich bei Gemeinde, Ämter, Städte oder der Landesverwaltung tätig sind oder eine entsprechende Qualifizierung, z. B. durch ihren Beruf, aufweisen.

### Zuständige Stelle
Die Verwaltungsakademie ist unter anderem die „Zuständige Stelle“ für verschiedenste Ausbildungsberufe, d. h., sie berät Arbeitgeber und Auszubildende bei rechtlichen Fragestellungen und Problemen, trägt die Ausbildungsverträge in das zentrale Verzeichnis ein und stellt die Lehrgangszeugnisse aus. Auch ist sie Ansprechpartner für allgemeine Probleme zwischen Auszubildenden und Arbeitgeber (beispielsweise Leistungsdruck, ausbildungsfremde Tätigkeiten, Wechsel der Ausbildungsverwaltung bei Problemen).

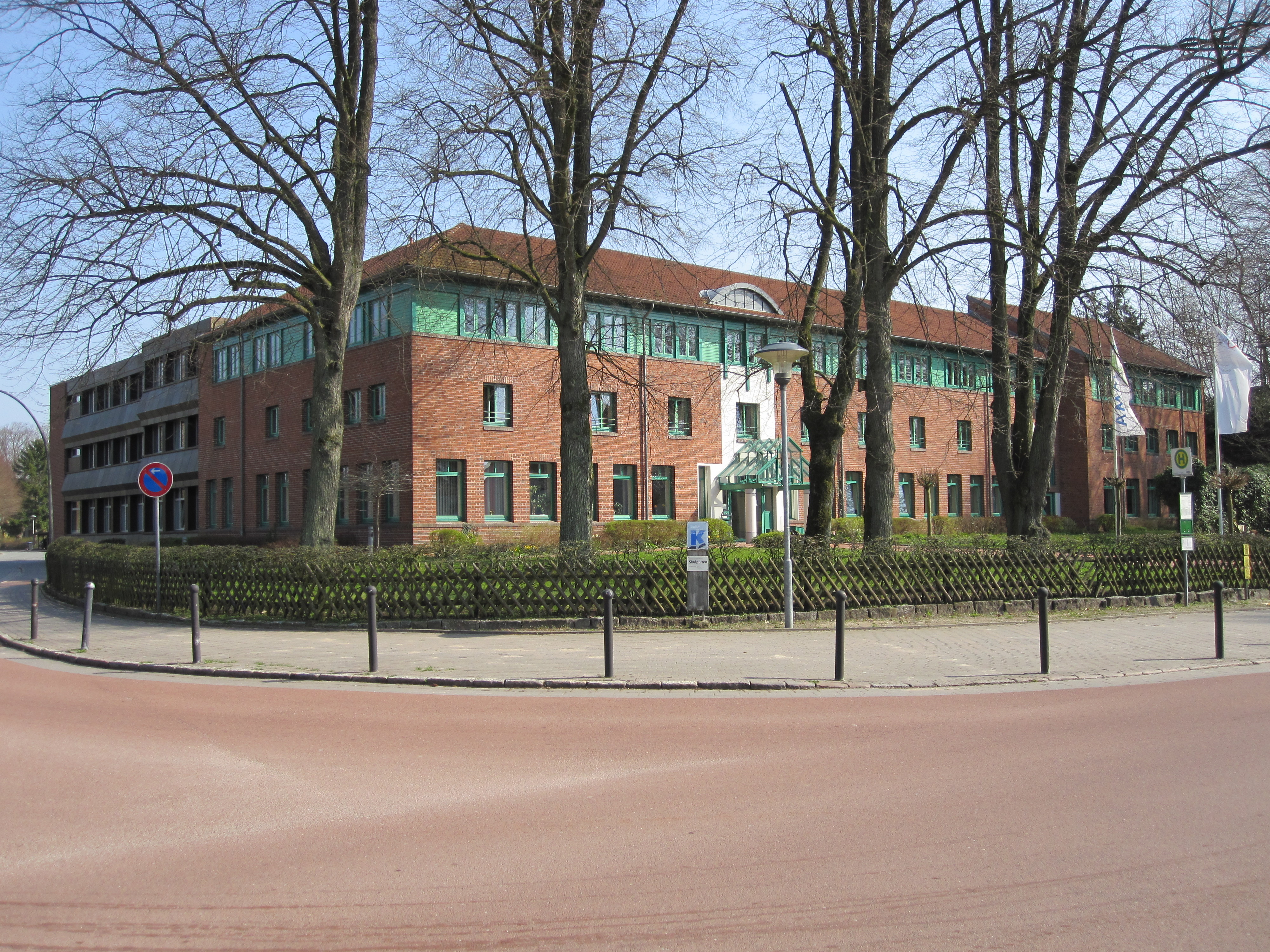
Seitenansicht der Akademie (2010)

Insgesamt ist die VAB zuständige Stelle für:
- Verwaltungsfachangestellte
- Vermessungstechniker
- Wasserbauer
- Fachangestellter für Bäderbetriebe (früher "Schwimmmeistergehilfe")
- Straßenwärter
- Fachkraft für Abwassertechnik
- Kreislauf- und Abfallwirtschaft
- Rohr-, Kanal- und Industrieservice
- Wasserversorgungstechnik

Von den Nutzern her überwiegen jedoch die Verwaltungsfachangestellten sowie Beamten des ehemaligen mittleren Dienstes (Die sich hier nicht in der Liste befinden, da diese keinen „Ausbildungsberuf“ erlernen, sondern nur einen „Vorbereitungsdienst“ durchlaufen.) Dies liegt vor allem daran, dass teilweise nur die schriftlichen (Zwischen-)Prüfungen oder ggf. mündliche Nachprüfungen sowie die Zeugnisvergabe in Bordesholm erfolgen, jedoch weniger bis gar kein Unterricht.

### Aus- und Weiterbildung von Verwaltungsangestellten

#### Verwaltungsfachangestellte
Die Auszubildenden zum Verwaltungsfachangestellten der Kommunal-, Landes- und Kirchenverwaltung werden in der VAB in zwei Lehrgängen, dem Verwaltungseinführungslehrgang (VEL) und dem Verwaltungsabschlusslehrgang (VAL), in den verschiedenen Ausbildungsfächern wie zum Beispiel Kommunal- und Verwaltungsrecht beschult und geprüft. Ebenso leisten sie dort die jeweils vorgeschriebene Zwischen- und Abschlussprüfung.

Angestelltenlehrgang I
Beschäftigte in den Kommunalverwaltungen können durch den Angestelltenlehrgang I eine tarifrechtlich relevante Qualifikation nachholen. Zunächst wird ein Vorbereitungslehrgang mit Zwischenprüfung absolviert und später ein Hauptlehrgang mit anschließender Abschlussprüfung. Nach bestandener Abschlussprüfung sind diese Verwaltungsfachangestellten gleichgestellt.

#### Angestelltenlehrgang II
Ebenfalls können Angestellte mit erfolgreich bestandenem Angestelltenlehrgang I oder erfolgreich abgeschlossener Ausbildung zum Verwaltungsfachangestellten in der VAB den Angestelltenlehrgang II absolvieren. Dieser ermöglicht ein Gleichstellung mit Beamten des ehemaligen gehobenen Dienstes, jetzt Laufbahngruppe 2, erstes Einstiegsamt und eine Vergütung höher als Entgeltgruppe 9b.
Der Lehrgang umfasst einen Zeitraum von insgesamt 6 Monaten und setzt eine Freistellung vom Dienst durch den Arbeitgeber voraus. Um ein Fehlen des Arbeitnehmers am Arbeitsplatz etwas ausgleichen zu können, wurde der Lehrgang in Blöcke zu je zwei Monaten gesplittet.

### Beamte des ehemaligen mittleren Dienstes
Anwärter der Laufbahngruppe 1, zweites Einstiegsamt (ehemals mittlerer Dienst, geändert im neuen Landesbeamtengesetz SH) des allgemeinen nichttechnischen Verwaltungsdienstes aus den Kommunalverwaltungen sowie von der Landesregierung des Landes Schleswig-Holsteins absolvieren dort ihre Lehrgänge und legen ihre Laufbahnprüfungen ab.

### Ausbildung der Ausbilder
Weitergehend ist die Ausbildung der Ausbilder. Hier erhalten Mitarbeiter der Verwaltungen im Land, die zukünftig Ausbildungstätigkeiten übernehmen wollen/müssen, eine fundierte Schulung im Umgang mit Auszubildenden, in der Planung der Ausbildung sowie über die Rechtsgrundlagen der Ausbildung. Der Lehrgang endet mit einer Prüfung.

### Fortbildungen
Zusätzlich zur Ausbildung in der VAB bieten verschiedene öffentliche Träger bei freien Raumkapazitäten in der Akademie Fortbildungen und Informationsveranstaltungen für Mitarbeiter im öffentlichen Dienst, Kommunalpolitiker und Beschäftigte, die öffentliches Recht anzuwenden haben, gegen Gebühren an.
Auch hier erfolgt eine Unterbringung im Internat. Hauptanbieter ist das Komma, das Kompetenzzentrum für Verwaltungsmanagement.

## Rechtsgrundlagen
- Ausbildungszentrumsgesetz" des Landes Schleswig-Holsteins
- Satzung des Ausbildungszentrums für Verwaltung
- Satzung des Verwaltungsakademie vom 19. Januar 2009
- Satzung des Ausbildungszentrums für Verwaltung über die Durchführung der Angestelltenlehrgänge I und II und deren Prüfungen – Lehrgangs- und Prüfungssatzung – LPSAng – vom 11. Dezember 2008

Die VAB ist nach § 2 Absatz 1 Nr. 3 Berufsbildungsgesetz ein "sonstiger Lernort", zu dessen Besuch Auszubildende zum Verwaltungsfachangestellten durch den Ausbildungsvertrag verpflichtet wird.